# Sally Amato
Sally Amato (Serafina Bellantone; * 27. September 1917 in New York City; † 16. August 2000 ebenda) war eine US-amerikanische Sängerin und Schauspielerin.
Serafina Bellantone trat als Kind mit ihren Schwestern in Vaudeville-Stücken in Kinotheatern auf. Bei einer Aufführung im Paper Mill Playhouse in Millburn lernte sie Anthony Amato kennen, den sie zwei Jahre später heiratete. Beide arbeiteten am American Theater Wing, wo Anthony Amato Workshops gab.
1948 eröffneten beide die Amato Opera, die angehenden jungen Sängern Auftrittsmöglichkeiten geben sollte. Die ersten Aufführungen fanden in der Our Lady of Pompeii Church in Greenwich Village statt; die Oper übersiedelte später in die 159 Bleecker Street und schließlich 1963 in das Jewel Box Theater an der Ecke Bowery und Second Street.
Ihr Mann fungierte als künstlerischer Leiter der Oper, während Sally unter ihrem Mädchennamen als Sängerin auftrat und außerdem als Kostümbildnerin, Beleuchterin und Kartenverkäuferin fungierte. Beide wurden in die City Lore’s Peoples’ Hall of Fame aufgenommen und erhielten Auszeichnungen vom American Cultural Roundtable und vom Italian Heritage and Cultural Committee. Der Sender PBS produzierte über sie den Dokumentarfilm Amato: A Love Affair With Opera.